# فأر فيليبسي
فأر فيليبسي (الاسم العلمي: Mus phillipsi) (بالإنجليزية: Phillips’s Mouse)‏ هو نوع من الحيوانات يتبع جنس الفأر من الفصيلة الفأرية.